# Metro van Dhaka
De metro van Dhaka (Dhaka Metro Rail) opende op 29 december 2022 en bestaat sinds de uitbreidingen een jaar later uit een enkele lijn van 20,2 kilometer lengte met 15 stations. De metrobaan is verhoogd op pilaren aangelegd. De lijn is grotendeels noord-zuid georiënteerd gebouwd in de hoofdstad van Bangladesh. Aan de zuidelijke kant van het traject buigt het spoor af richting het oosten. Voor de voorafgaande haalbaarheidsstudie en driekwart van de financiering was JICA (Japan International Cooperation Agency) verantwoordelijk, voor de bouw werden onder meer bedrijven uit Japan, India, China, Thailand, België en Bangladesh gecontracteerd.

## Geschiedenis
De metropool Dhaka is een van de bevolkingsrijkste steden ter wereld (10 miljoen in Dhaka / 24 miljoen in de agglomeratie (anno 2024)) en kent bovendien een zeer hoge bevolkingsdichtheid. Verkeer en vervoer vormen al decennia een probleem. In het jaar 2005 werd een 20-jarenplan aangenomen om de situatie te verbeteren.
Nadat het bestuur van Dhaka het onderzoek van JICA uit 2009-2010 ontving, werd in 2012 goedkeuring gegeven door het Uitvoerend Committee van de Nationale Economische Raad. De lening tussen de Bangladeshi overheid in JICA volgde in 2013. Een verdrag voor de bouw van de eerste lijn werd in hetzelfde jaar afgesloten voor een bedrag van 2,8 miljard dollar en de lokaal verantwoordelijke Dhaka Mass Transit Company Ltd werd gevormd.
Er zijn nog enkele andere lijnen gepland en de eerste lijn heeft als nummer 6 gekregen. Nadat in 2016 met de bouw werd aangevangen, werd eind 2022 de eerste 11,7 kilometer van lijn 6 met negen stations in aanwezigheid van premier Sheikh Hasina geopend. In het jaar erop werd de lijn twee keer een stukje verlengd en er werden nog zes stations geopend.

## Uitbreidingsplannen
Dhaka heeft een ambitieus plan voor het stedelijke openbaar vervoer. De metro is het hoofdbestanddeel daarvan en in het 20-jarenplan zijn vijf boven- en ondergrondse lijnen beschreven. Een ander onderdeel is een Bus-Rapid-Transit-systeem. Van de huidige metrolijn zijn de eerste twee delen voltooid, de opening van het derde deel staat gepland voor 2025.

## Verloop
Lijn 6 verloopt van Uttara in het noorden naar Kamalpur in het zuiden. De metrobaan is aangelegd in de middenberm van grotere stadswegen, onder meer boven de drukke Begum Rokeya Avenue.

## Techniek en praktische informatie
Lijn 6 lijkt technisch gezien veel op Japanse systemen. De door Kawasaki geleverde metrostellen worden gevoed door 1500 volt gelijkspanning. De spoorwijdte bedraag 1435 mm (normaalspoor). Alle stations beschikken over perrondeuren.
De metro van Dhaka rijdt dagelijks tussen 8:00 en 20:00, aanvankelijk met uitzondering van de vrijdagen wanneer er geen vervoer plaatsvond. Vanaf 20 september 2024 werd de dienstregeling verruimd naar alle 7 dagen per week. Gedurende de spits 8:00-11:00 en 15:00-18:00 wordt er met een interval van 10 minuten gereden, anders om de 15 minuten. Er is voorzien in rijtuigen speciaal bestemd voor vrouwen.